# 에리스틱
철학과 수사학에서 에리스틱(eristic, 고대 그리스의 혼돈, 투쟁, 불화의 여신 에리스에서 유래)은 진리를 추구하기 보다는 다른 사람의 주장에 성공적으로 맞받아치는 것을 목표로 하는 논증을 뜻한다. Terence Irwin에 따르면, "상대에게 처음에 자신이 믿었던 일부 논증을 부정해야 한다는 사실에 동의해야 함을 보여줌으로써 상대방을 패배시키는 방식으로 생각하는 것이 바로 에리스틱의 특징이다." 에리스틱은 갈등을 해결하는 것이 아니라 갈등을 위해 논쟁하는 행위이다.

## 교육에서의 사용
에리스틱은 Euthydemus, Dionysiodoros와 같은 소피스트에 의해 유명해진 "질의 응답" 교수법의 한 유형이었다. 학생들은 "상대방이 그들의 초기 질문에 대해 예 또는 아니오로 대답하든 상관없이 논박하"기 위해 에리스틱 논증을 배웠다.
플라톤은 이러한 유형의 논증을 변증법 및 보다 합리적이고 논리적인 방법과 대조했다(예: 《국가》 454a에서). 에우튀데모스에서, 플라톤은 에리스틱을 설득 그 이상이며, 담론 그 이상이고, 진실을 가리지 않고 논쟁에서 이기는 조합이라고 풍자화했다. 플라톤은 에리스틱하게 논쟁하는 것은 의식적으로 허위의 주장을 사용하는 것이며, 그에 따라 상대방의 주장을 약화시키므로, 에리스틱한 스타일이 "논쟁의 방법을 구성하지 않았다"고 믿었다.
플라톤과 달리 이소크라테스(주로 소피스트로 간주)는 에리스틱과 변증법을 구별하지 않았다. 그는 두 가지 모두 "책임 있는 시민을 만드는... '유용한 응용'''이 부족하며, 파렴치한 교사가 "젊음을 희생시키면서 자신을 풍요롭게"하는 데 사용했다고 주장했다.

## 철학적 에리스틱
쇼펜하우어는 논리만이 진리를 추구한다고 생각하였다. 그에게 변증법, 궤변, 에리스틱은 객관적인 진리가 아니라 겉으로 드러난 것뿐이지만, 그는 이 방법들 모두 진리 자체를 추구하기 보다는 승리를 추구한다고 믿었다. 그는 이 세 가지 방법을 "에리스틱 변증법(논쟁적인 논증)"이라고 명명하였다.
쇼펜하우어에 따르면, 본인의 저서인 논쟁에서 이기는 38가지 방법(Eristische Dialektik, 에리스틱 변증법)은 생산적인 변증법적 논쟁을 계속하기 위해 그들이 한 순간이라도 우리에 의해 인지하거나 질 수 있도록 부정직한 책략을 표로 만들고 분석하는 방법에 대해 주로 고민하였다. 바로 이 때문에 논쟁에서 이기는 38가지 방법은 이기적인 목적과 목적을 위해 객관적인 진리가 아닌 승리를 인정을 통해 받아낸다.

## 논증 이론
논증 이론은 에리스틱 논증과 다른 유형의 대화에 대해 비판적인 질문을 하는 연구 분야이다.

## 같이 보기
- 논쟁에서 이기는 38가지 방법(Eristische Dialektik)
- 논리적 오류
- 에리스(신화)

## 노트
1. ↑  Irwin, T.H. "Plato's Objection to the Sophists." The Greek World. London: Routledge, 1995. P. 585. Print.
2. ↑  H.D. Rankin (1983). Sophists, Socratics and Cynics. Pp. 233–237.
3. ↑  Alexander Nehamas. "Eristic, Antilogic, Sophistic, Dialectic: Plato's Demarcation of Philosophy from Sophistry". (page 6)
4. ↑  Irwin, T.H. "Plato's Objection to the Sophists." The Greek World. London: Routledge, 1995. 583. Print.
5. ↑  Alexander Nehamas. "Eristic, Antilogic, Sophistic, Dialectic: Plato's Demarcation of Philosophy from Sophistry". (page 7).
6. ↑  “Plato, Republic, Book 5, section 454a”. 《www.perseus.tufts.edu》.
7. ↑  Marsh, Charles. Classical rhetoric and modern public relations: an Isocratean model. New York: Routledge, 2013. P. 121.
8. ↑  “Isocrates, Antidosis, section 45”. 《www.perseus.tufts.edu》.
9. ↑  Controversial Dialectic 보관됨 2007-07-15 - 웨이백 머신 on CoolHaus.de accessed at January 19, 2008
10. ↑  In his Dialectica Eristica Schopenhauer presents 38 eristic stratagems

- 아르투르 쇼펜하우어. Eristische Dialektik, 1830.
- 에리스틱에 대한 Encyclopædia Britannica의 정의